# Antonio Núñez de Herrera
Antonio Núñez de Herrera (Campanario -Badajoz-, 1900 - Monte Gordo -Portugal-, 1935) fue un periodista y escritor español, vinculado al grupo literario sevillano Mediodía, en cuya revista publicó la que se considera la primera antología poética de la generación del 27, en el mismo año (el del centenario de Góngora celebrado en el Ateneo de Sevilla) que terminó por dar nombre al grupo poético.
Comenzó a trabajar como funcionario de Correos y Telégrafos, y desde la Exposición Universal de 1929 se dedicó más intensamente al periodismo, en distintos medios. Participó en la vida política municipal de Sevilla durante la II República española e impulsó dos periódicos de ideología republicana (que habría dirigido, pero que no llegaron a concretarse): Crítica y El Pueblo. Desde su fundación en 1932, dirigió la biblioteca municipal de Sevilla; y fue secretario del Centro de Estudios Andaluces en la etapa en que estaba dirigido por Alejandro Guichot y Alfonso Lasso de la Vega. En 1934 publicó el que sería su único libro: Sevilla: Teoría y realidad de la Semana Santa. En julio del año siguiente murió como consecuencia de una neumonía.
Su obra ha sido calificada como "metáfora rara, extravagante y certera de la Semana Santa y de la ciudad. Asombraba el autor describiendo escenas que existían pero que nadie había contado nunca y limpiaba así del polvo de una bella y esclerótica poesía el fenómeno de las cofradías. Así las estampas desvelaban el complejo jeroglífico de la memoria sentimental de la ciudad con esos nazarenos que envolvían sus alpargatas en el último número de «El Socialista» y la Sevilla roja que olvidaba las teorías revolucionarias cuando se acercaba la Cuaresma, cuando El Gran Poder le ganaba la partida a Marx, porque «la muerte aquí no es más que una obra de arte»".